# El Arenal (Córdoba)
El Arenal, también llamado simplemente Arenal, es un barrio de la ciudad de Córdoba (España), perteneciente al Distrito Sureste. Está situado en zona sur del distrito, junto a la ribera del Guadalquivir. Limita al norte con los barrios de Arcángel y Santuario; al este, con terrenos no urbanizados; y al sur y el oeste, con el río Guadalquivir.

## Lugares de interés
- Recinto Ferial de El Arenal
- Estadio Nuevo Arcángel
- Mercacórdoba